# 1981년 텔레비전 애니메이션 목록
다음은 1981년에 방송된 텔레비전 애니메이션이다.

## 일본
| 제목                                                            | 화수 | 방송 기간 | 채널         | 비고 |
| --------------------------------------------------------------- | ---- | --------- | ------------ | ---- |
| 해저대전쟁 사랑의 2만마일                                       |      | 1981년    | 니혼TV       |      |
| 황야가 부르는 소리 짖어라 바쿠                                  |      | 1981년    | 후지TV       |      |
| 신비한 섬의 플로네                                              |      | 1981년    | 후지TV       |      |
| 최강로보 다이오저                                               |      | 1981년    | 나고야TV     |      |
| 얏토데타맨                                                      |      | 1981년    | 후지TV       |      |
| 달려라 메로스                                                   |      | 1981년    | 후지TV       |      |
| 황금전사 골드라이탄                                             |      | 1981년    | 도쿄12채널   |      |
| 백수왕 고라이온                                                 |      | 1981년    | 도쿄12채널   |      |
| 헬로! 신디벨                                                    |      | 1981년    | 아사히TV     |      |
| 안녕! 스팡크                                                    |      | 1981년    | 아사히TV     |      |
| 미스터 자이언트 영광의 등번호 3                                 |      | 1981년    | 니혼TV       |      |
| 명견 죠리                                                       |      | 1981년    | NHK          |      |
| 사랑의 학교 쿠오레 이야기                                       |      | 1981년    | TBS          |      |
| 못말리는 아이 도타콘                                            |      | 1981년    | 후지TV       |      |
| 작은 아씨들의 네 자매                                           |      | 1981년    | 도쿄12채널   |      |
| 닥터 슬럼프                                                     |      | 1981년    | 후지TV       |      |
| 풍선 도라타로                                                   |      | 1981년    | 후지TV       |      |
| 가오명인극장 아니메DE만자 자린코 치에                           |      | 1981년    | 후지TV       |      |
| 도시슌                                                          |      | 1981년    | TBS          |      |
| 신 다케토리이야기 천년여왕                                      |      | 1981년    | 후지TV       |      |
| 타이거마스크 2세                                                |      | 1981년    | 아사히TV     |      |
| 돈베 이야기                                                     |      | 1981년    | 니혼TV       |      |
| 헬렌켈러 이야기 사랑과 빛의 천사                                |      | 1981년    | 아사히TV     |      |
| 루팡 대 홈즈                                                    |      | 1981년    | 후지TV       |      |
| 모습 산시로                                                     |      | 1981년    | 후지TV       |      |
| 전국마신 고쇼군                                                 |      | 1981년    | 도쿄12채널   |      |
| 닥터 슬럼프 아야야!? 펭귄마을에서 TV잭                          |      | 1981년    | 후지TV       |      |
| 공포전설 괴기! 프랑켄슈타인                                     |      | 1981년    | 후지TV       |      |
| 가오명인극장 도카이도 요쓰야 괴담                               |      | 1981년    | 아사히TV     |      |
| 하마원장의 동물원일기                                           |      | 1981년    | 후지TV       |      |
| 프레멘4 지옥 속의 천사들                                        |      | 1981년    | 니혼TV       |      |
| 만화 미토코몬                                                   |      | 1981년    | 도쿄12채널   |      |
| 신 명랑개구리 뿅키치                                            |      | 1981년    | 니혼TV       |      |
| 닌자 하토리군                                                   |      | 1981년    | 니혼TV       |      |
| 육신합체 갓 마즈                                                |      | 1981년    | 니혼TV       |      |
| 자린코 치에                                                     |      | 1981년    | 마이니치방송 |      |
| 우리들 만화가 도키와장 이야기                                   |      | 1981년    | 후지TV       |      |
| 닷슈 갓페이                                                     |      | 1981년    | 후지TV       |      |
| 은하선풍 브라이거                                               |      | 1981년    | 도쿄TV       |      |
| 닥터 슬럼프 스페셜 하트로 승부 무엇이든 OK 오차군 펭귄마을 SOS! |      | 1981년    | 후지TV       |      |
| 어쩔수가 없는 구마치코 선생                                     |      | 1981년    | 도쿄TV       |      |
| 아니메 가족 극장                                                |      | 1981년    | 도쿄TV       |      |
| 멍멍삼총사 멍멍기사                                             |      | 1981년    | TBS          |      |
| 시끌별 녀석들                                                   |      | 1981년    | 후지TV       |      |
| 하니 하니의 멋진 모험                                           |      | 1981년    | 후지TV       |      |
| 태양의 어금니 다그라스                                          |      | 1981년    | 도쿄TV       |      |
| 작은 러브레터 마리코와 자귀나무 아이들                          |      | 1981년    | 아사히TV     |      |

## 참고 문헌
- 야마구치 야스오 (2005). 《일본 애니메이션 역사》. 미술문화. 225-226쪽.